# لويس نبيرغ
لويس نبيرغ (بالإنجليزية: Louis Nirenberg)‏ هو عالم في مجال رياضيات ولد في 28 فبراير 1925 في هاميلتون، اشتهر بعمله في معادلة تفاضلية جزئية حائز على جائزة قلادة العلوم الوطنية الأمريكية، وفي سنة 2015، فاز بجائزة أبيل مُشاركةً مع جون فوربس ناش الابن لِعملهما على المُعادلات التفاضُليَّة الجُزئيَّة.

## وصلات خارجية
- الموقع الرسمي لجائزة قلادة العلوم الوطنية الأمريكية